# Elovitsa
Elovitsa (Bulgaars: Еловица) is een dorp in het noordwesten van Bulgarije in de gemeente Georgi Damjanovo in oblast Montana. Het dorp ligt 76 kilometer ten noorden van Sofia.

## Bevolking
Op 31 december 2019 telde het dorp Elovitsa 38 inwoners, bijna 14 keer minder dan in de volkstelling van 1934 (zie tabel). De bevolking bestaat grotendeels uit etnische Bulgaren (75%) en de Roma (25%).
| dorp Elovitsa | 527 | 500 | 383 | 260 | 222 | 144 | 105 | 86 | 42 | 38 |